# Frederick Jackson Turner
Pentru alte persoane cu același nume, vedeți Frederick Jackson (dezambiguizare) și Frederick Turner (dezambiguizare)
Frederick Jackson Turner (n. 14 noiembrie 1861 – d. 14 martie 1932) a fost un istoric american al începutului secolului 20 care a exercitat o influență însemnată asupra gândirii istorice și politice din Statele Unite ale Americii. Profesor de istorie al University of Wisconsin până în 1910 și apoi al Universității Harvard, Turner a promovat metode cantitative și interdisciplinare în analizarea istoriei, și cu precădere ale istoriei Vestului Mijlociu, respectiv ale Frontierei americane și ale Vestului american.
Frederick Jackson Turner este cel mai bine cunoscut pentru eseul său The Significance of the Frontier in American History (în română Semnificația frontierei în istoria americană), publicat în 1893, ale cărui idei au format cunoscuta Teză a Frontierei (în engleză Frontier Thesis). Argumentele aduse de Turner subliniază rolul important al fenomenului de mutare continuă al frontierei americane către vest în formarea și aprofundarea caracterului americanilor precum și în procesul de cristalizare al democrației în Statele Unite ale Americii.
Cunoscut, de asemenea pentru teoriie sale asupra secționalismului geografic, opera lui Turner a fost repusă în lumină în ultimul timp datorită altor completări și comentarii ale cunoscutei sale Frontier Thesis, cu părerea unanimă ale istoricilor americani a enormului impact pe care Turner l-a produs asupra istoriografiei americane și a gândirii comune ale americanilor.